# Valentano

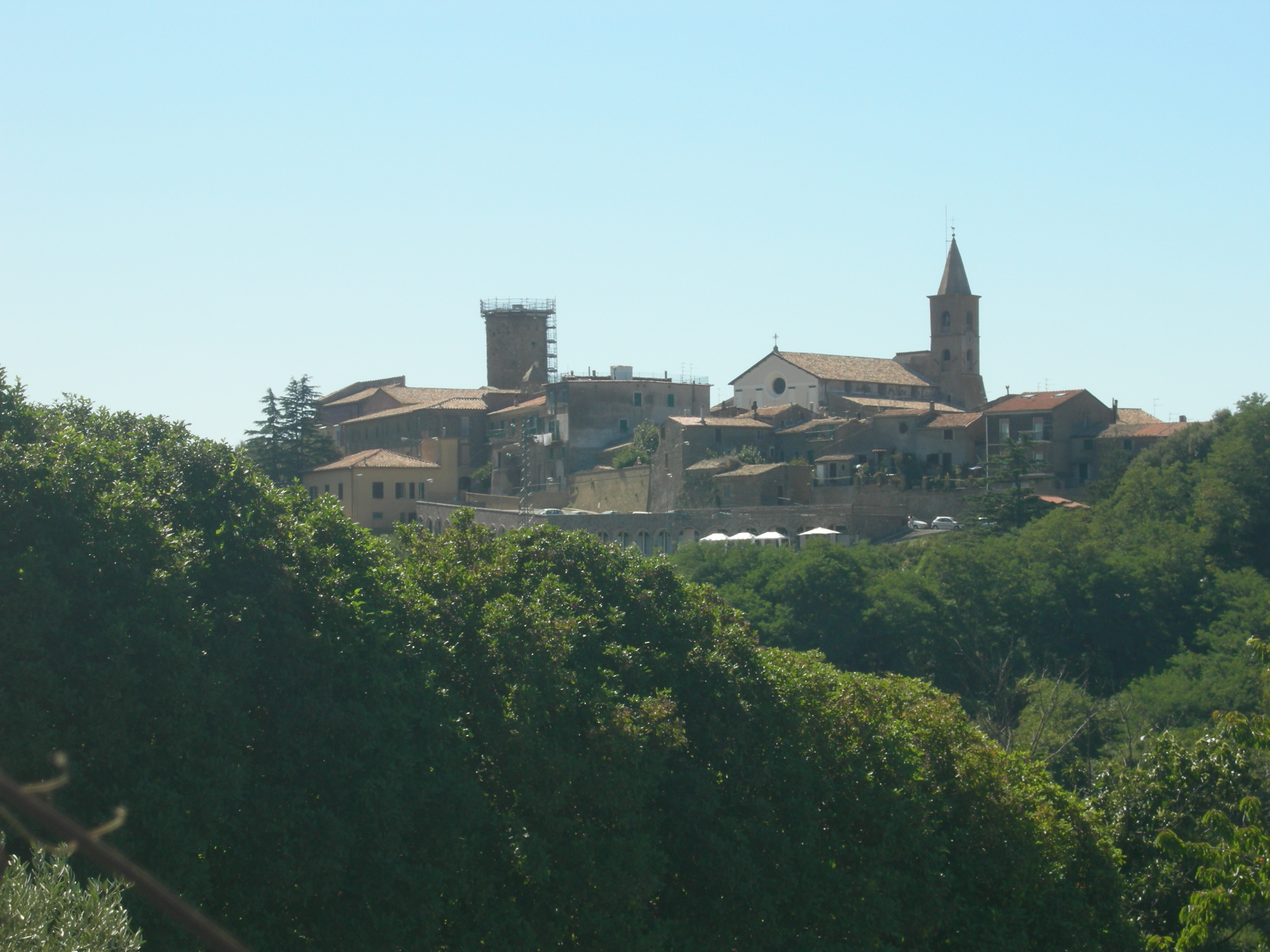
Cảnh Valentano.

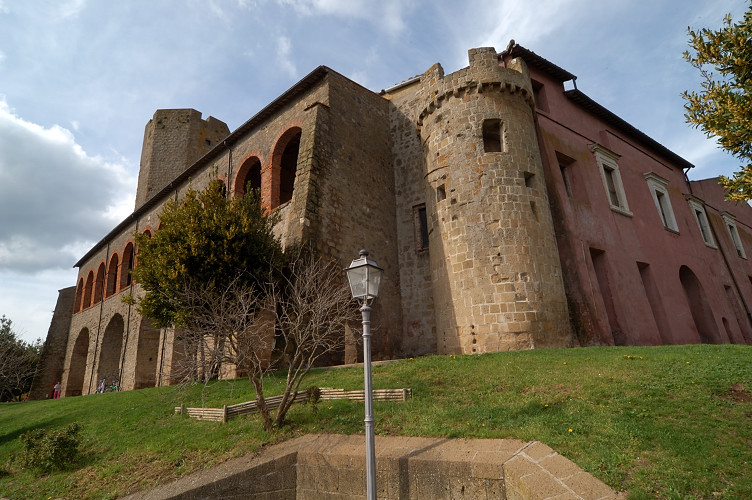
Rocca Farnese ở Valentano.

Valentano là một đô thị ở tỉnh Viterbo, vùng Lazio của Italia. Đô thị này có cự ly 33 km so với tỉnh lỵ Viterbo.

## Cư dân nổi bật của Valentano
- Gaetano Amoroso
- Ranuccio Farnese, hồng y Công giáo Rôma
- Alessandro Guarnelli
- Lino Lottatori
- Alessandro Mazzinelli
- Antonio Ongaro, nhà thơ thế kỷ 16
- Paolo Ruffini, nhà toán học
- Giordano Starnini